# جاکلین زمان
جاکلین زمان (انگلیسی: Jacklyn Zeman; ۶ مارس ۱۹۵۳ – ۹ مهٔ ۲۰۲۳) بازیگر اهل ایالات متحده آمریکا بود. وی بین سال‌های ۱۹۷۴ تا ۲۰۲۳ میلادی فعالیت می‌کرد.